# Карасса, Ривелино
Элсо Ривелино Карасса ла Роса (исп. Elso Rivelino Carassa La Rosa; 21 сентября 1974, Кальяо, Перу) — перуанский футболист, ныне один из тренеров клуба «Спорт Бойз».

## Биография
Профессиональную карьеру начинал в клубе «Спорт Бойз» из Кальяо, далее выступал за команду «Депортиво Ванка» и «Депортиво Мунисипаль» из Лимы. В начале 2003 года перебрался в Россию, перейдя во владикавказский клуб «Спартак», став первым перуанцем в российской Премьер-Лиге. Дебютировал за клуб из Северной Осетии 16 марта 2003 года в 1-м туре чемпионата России выйдя на поле в стартовом составе в домашнем матче против московского «Динамо» (0:1), на 61-й минуте той игры был заменён на Тамерлана Сикоева. В России карьера у Ривелино не сложилась, за «Спартак» он провёл лишь 5 матчей в чемпионате, два матча в кубке России и 3 в Кубке Премьер-Лиги. После окончания сезона 2004 года покинул Владикавказ. Профессиональную карьеру завершил в клубе «Спорт Бойз» в 2010 году, по окончании карьеры где остался работать сначала главным тренером, а позже и ассистентом.